# Železniční trať Varšava–Katovice
Železniční trať Varšava – Katovice, zvané též Varšavsko-vídeňská dráha, je důležitá polská železniční trať, která je v celé délce elektrizovaná a dvoukolejná. Její délka činí 316,066 km. V letech 1845–1847 byl otevřen úsek Warszawa Zachodnia - Dąbrowa Górnicza Ząbkowice a v roce 1859 byl otevřen úsek Dąbrowa Górnicza Ząbkowice - Katovice.

## Historie

### Předprvní světovou válkou
Projekt výstavby železniční trati z Varšavy (tehdy v ruském záboru) k hranici s rakouskoým záborem vznikl již v roce 1835. Ze stanice Granica v Maczkách (nyní Sosnowiec Maczki), ležící na hranici záborů, bylo plánováno spojení s železniční tratí přes Krakov do Vídně a navržená trať byla nazývána Varšavsko-vídeňská dráha. Trasa byla provedena podle návrhu Ing. Stanisława Wysockého.
V roce 1839 byla založena akciová společnost Dráha Varšava-Vídeň a v roce 1840 byly zahájeny práce na úseku od Varšavy po Skierniewice. Zpočátku byl zvažován výběr parní trakce nebo kočárů tažených na kolejích koňmi, ale nakonec bylo rozhodnuto o moderní parní trakci. Společnost však v roce 1842 zkrachovala, což mělo za následek pozastavení prací. Nicméně 4. července 1843 vláda království zřídila Varšavsko-vídeňskou dráhu a v roce 1844 zahájila práce. V listopadu téhož roku byla dokončena první část trati z Varšavy do Pruszkówa. 28. listopadu 1844 jím projel první vlak přepravující guvernéra Království a pozvané hosty. Cesta tam trvala 26 minut, zpět 20 minut.

#### Otevírání provozu
14. června 1845 byl dokončen úsek do Grodziska Mazowieckého a železnice byla uvedena do provozu. 15. října 1845 byla železnice přivedena do Skierniewic a Łowicze, 1. prosince 1846 do Čenstochové a 1. dubna 1848 k hranicím v Maczkách. Celá trať byla dlouhá 327,6 km a měla 27 stanic. Jednalo se o první železniční trať na území Polského království a také druhou železniční trať v celé Ruské říši (který zahrnoval země připojené k Rusku) podél dříve vybudovaného krátkého úseku Carskosielské silnice. Jako výjimka mezi železnicemi na území Ruské říše měla rozchod 1435 mm (přijatý jako standard ve většině evropských zemí a moderní polské železnice), na rozdíl od šířky 1524 mm používané v Rusku od roku 1843.
V prvním roce železničního provozu (1845) bylo přepraveno 143 600 cestujících a 143 300 stovek vah zboží. V té době se park kolejových vozidel skládal z 8 parních lokomotiv (na dřevo), 58 osobních vozů a 62 nákladních vozů. V roce 1848 dosáhl počet lokomotiv 35, osobních vozů 87 a nákladních vozů 312.
V letech 1859 a 1862 byly otevřeny spoje k hranicím: Ząbkowice-Sosnovec a Łowicz - Aleksandrów Kujawski, spojující jednotlivě s Katovicemi a Toruní v pruském záboru. V roce 1866 bylo vybudováno spojení mezi Koluszkami a Lodží (dnes Łódź Fabryczna).

#### Rozšíření a modernizace
Spolu s rozvojem železniční techniky byla železnice neustále technicky zdokonalována. Od roku 1859 parní lokomotivy spalovaly uhlí. V letech 1860 až 1880 byla položena druhá kolej z Varšavy do Ząbkowic. V roce 1890 dosáhl počet lokomotiv 287, osobních vozů 432 a nákladních vozů 8718; počet přepravených cestujících dosáhl 2,5 milionu a přepravený náklad dosáhl 2,7 milionu tun. Do roku 1901 byly lokomotivy pro železnici Varšava-Vídeň nakupovány v západoevropských továrnách; teprve po tomto datu byly použity ruské lokomotivy, ale s jiným rozchodem.
Spolu s výstavbou železnice ve Varšavě byla v roce 1845 postavena nádherná budova vídeňského nádraží, kterou navrhl architekt Henryk Marconi. Stanice dodnes nepřežila; na jejím místě je nyní stanice metra Centrum. Hlavní železniční dílny se nacházely ve Varšavě. V roce 1875 byla otevřena technická škola železnice Varšava-Vídeň.
V letech 1857-1864 byla železnice pronajata německé společnosti; mimo toto období zůstala v polských rukou. V roce 1912 byla dráha ruskou vládou znárodněna. Poté, co Polsko získalo nezávislost, byla začleněna do polského železničního systému.

### Nezávislé Polsko (po roce 1918)

#### Elektrifikace

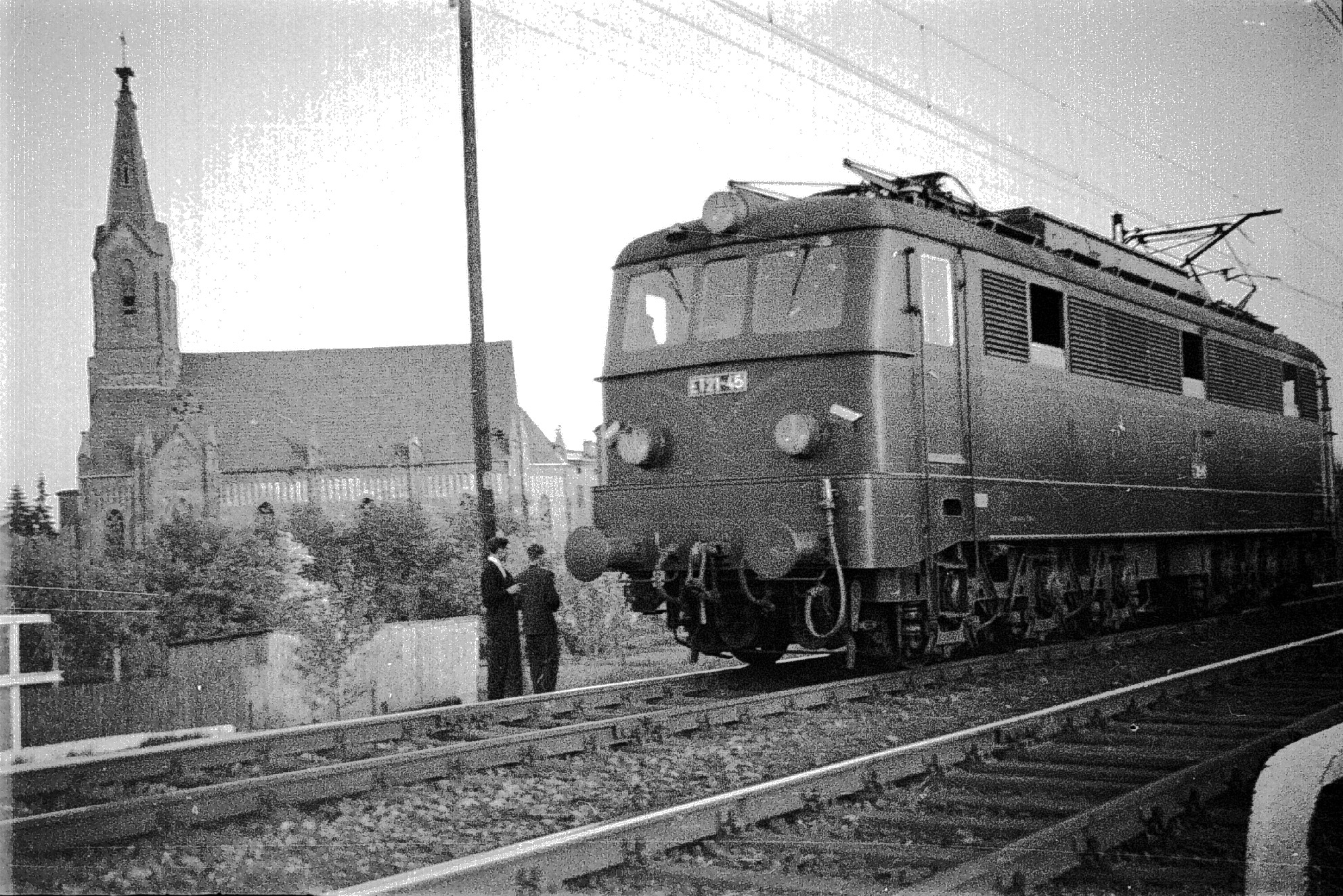
Elektrická lokomotiva ET21-45

První elektrické vlaky byly v Radomsku (těsně po roce 1957). Na fotografii je elektrická lokomotiva ET21-45.
Elektrizace začala v roce 1937 v úseku Grodzisk Mazowiecki - Żyrardów; druhá světová válka přerušila další elektrizaci trati. Předválečné projekty počítaly s elektrizací trati v úseku do Koluszkek, ale mělo k ní dojít po elektrizaci varšavského uzlu, která měla být dokončena v roce 1941.
Po válce byly zahájeny práce na elektrizaci v roce 1947 rekonstrukcí infrastruktury na úseku do Żyrardówa. První elektrický vlak jím projel 16. ledna 1950. V následujících letech byly postupně otevírány po sobě jdoucí úseky do Katovic. Úsek Grodzisk Mazowiecki - Warszawa Centralna byl elektrizován až v roce 1967.

#### Modernizace trasy Varšava - Koluszki
V letech 2006-2008 proběhla první etapa modernizace trati. Byl zrekonstruován úsek Koluszki - Skierniewice (Miedniewice) a fragment železniční trati 17 Łódź Widzew - Koluszki, díky čemuž vlaky dokázaly dosáhnout rychlosti až 140 km/h a zkrátit dobu jízdy po celém modernizovaném úseku na 32 minut a z Lodže do Varšavy na 82 minut .
V březnu 2011 byla zahájena druhá etapa modernizace trati v úseku Skierniewice (Miedniewice) - Warszawa Zachodnia. Po modernizaci se rychlost vlaku zvýší na 160 km/h v úseku Skierniewice (Miedniewice) - Warszawa Włochy a na 90 km/h v úseku Warszawa Włochy - Warszawa Zachodnia, díky čemuž cesta vlakem z Varšavy do Lodže bude trvat přibližně 70 minut.

#### Modernizace trasy Koluszki-Częstochowa
V letech 2014–2015 byl zrekonstruován úsek Koluszki - Częstochowa, díky kterému byly vlaky schopné dosáhnout rychlosti až 120 km/h a zkrátit dobu jízdy po celém modernizovaném úseku na 2 hodiny.

#### Modernizace trasy Čenstochová - Dąbrowa Górnicza Ząbkowice
V roce 2014 byla dokončena modernizace trati v úseku Zawiercie - Dąbrowa Górnicza Ząbkowice. Spolu se změnou jízdního řádu v prosinci 2014 jezdí vlaky po této trase rychlostí 120 km/h. V rámci modernizace byla renovována nástupiště v Łazech, Wiesiółce, Chruszczobródu, Dąbrowe Górnicze Sikorce a Dąbrowe Górnicze Ząbkowicích.
Dne 20. července 2017 podepsala PKP PLK smlouvu se společností ZUE na modernizaci úseku Čenstochová - Zawiercie. Zakázka zahrnovala renovaci 10 stanic a zastávek, 19 nástupišť, 44 km tratě a trolejového vedení, 15 železničních přejezdů a 31 inženýrských staveb.

## Technické vlastnosti
Na trati je 32 železničních stanic a 43 železničních zastávek.
| Dráha 1      | Dráha 1             | Dráha 1        |              | úsečka  | úsečka      |                     | Dráha 2        | Dráha 2 | Dráha 2 |
| osobní vlaky | železniční autobusy | nákladní vlaky | osobní vlaky | úsečka  | úsečka      | železniční autobusy | nákladní vlaky |         |         |
| osobní vlaky | železniční autobusy | nákladní vlaky | osobní vlaky | km brzy | poslední km | železniční autobusy | nákladní vlaky |         |         |
| 60           | 60                  | 60             | -0,345       | 0,704   | 60          | 60                  | 60             |         |         |
| 70           | 70                  | 70             | 0,704        | 6,997   | 60          | 60                  | 60             |         |         |
| 70           | 70                  | 70             | 6,997        | 7,050   | 120         | 120                 | 80             |         |         |
| 120          | 120                 | 80             | 7,050        | 30 000  | 120         | 120                 | 80             |         |         |
| 130          | 130                 | 80             | 30 000       | 57,700  | 130         | 130                 | 80             |         |         |
| 160          | 160                 | 120            | 57,700       | 61,350  | 160         | 160                 | 120            |         |         |
| 140          | 140                 | 100            | 61,350       | 63 600  | 140         | 140                 | 100            |         |         |
| 100          | 100                 | 100            | 63 600       | 68 000  | 100         | 100                 | 100            |         |         |
| 140          | 140                 | 100            | 68 000       | 75 500  | 140         | 140                 | 100            |         |         |
| 130          | 130                 | 100            | 75 500       | 78 000  | 130         | 130                 | 100            |         |         |
| 140          | 140                 | 100            | 78 000       | 84 000  | 140         | 140                 | 100            |         |         |
| 130          | 130                 | 100            | 84 000       | 86,300  | 130         | 130                 | 100            |         |         |
| 140          | 140                 | 100            | 86,300       | 103,450 | 140         | 140                 | 100            |         |         |
| 100          | 100                 | 100            | 103,450      | 106 100 | 100         | 100                 | 100            |         |         |
| 120          | 120                 | 100            | 106 100      | 143 600 | 120         | 120                 | 100            |         |         |
| 100          | 100                 | 100            | 143 600      | 146 500 | 90          | 90                  | 90             |         |         |
| 120          | 120                 | 100            | 146 500      | 155 000 | 90          | 90                  | 90             |         |         |
| 120          | 120                 | 100            | 155 000      | 174 000 | 70          | 70                  | 70             |         |         |
| 120          | 120                 | 100            | 174 000      | 195 500 | 50          | 50                  | 50             |         |         |
| 80           | 80                  | 70             | 195 500      | 229,200 | 80          | 80                  | 70             |         |         |
| 100          | 100                 | 80             | 229,200      | 229,250 | 80          | 80                  | 70             |         |         |
| 100          | 100                 | 80             | 229,250      | 246,550 | 100         | 100                 | 80             |         |         |
| 120          | 120                 | 80             | 246,550      | 299,200 | 120         | 120                 | 80             |         |         |
| 100          | 100                 | 80             | 299,200      | 300 700 | 90          | 90                  | 70             |         |         |
| 90           | 90                  | 90             | 300 700      | 307 000 | 90          | 90                  | 70             |         |         |
| 90           | 90                  | 90             | 307 000      | 314,700 | 90          | 90                  | 90             |         |         |
| 70           | 70                  | 70             | 314,700      | 318,686 | 70          | 70                  | 70             |         |         |